# كوركيس عواد
كوركيس بن حنّا عواد (1326 هـ - 1413 هـ / 1908 - 1992م) لغوي وباحث وكاتب عراقي، يعد من الشخصيات البغدادية المعروفة في العراق، وهو من عائلة آل عواد أحد العوائل المسيحية في الموصل، واستوطنوا بغداد، وكان أخوه ميخائيل عواد يعمل سكرتيرا لمكتب وزير المعارف في العهد الملكي. واشتهر كوركيس عواد بالعمل الدؤوب وسعة الإطلاع، إضافة إلى التأليف لكثير من المقالات والكتب بما تجود به قريحته من الأفكار يضاف إلى تخلقه بالأخلاق الحسنة والصفات الرفيعة.

## العمل
1926 - 1936: عمل في مجال التعليم.
1936: عمل أميناً لمكتبة المتحف الوطني في بغداد إلى تقاعده عام 1963م.
1947: انتخب عضواً مراسلاً في مجمع اللغة العربية في دمشق.
1948: رأس تحرير مجلة «سومر» الصادرة عن مديرية الآثار العراقية.
1950: عُين أميناً  لمكتبة الجامعة المستنصرية.
1963: انتُخب عضواً عاملاً في المجمع العلمي العراقي.
1980: عُين عضواً مؤازراً في مجمع اللغة العربية الأردني، وعضواً في المجمع العلمي الهندي في نيودلهي.

## الإصدرات

### المؤلفات
- أثر قديم في العراق (دير الريان هرمزد بجوار الموصل).
- ما سلم من تواريخ البلدان العراقية.
- العراق في القرن السابع.
- المدرسة المستنصرية ببغداد.
- رسائل أحمد تيمور باشا إلى الأب أنستاس ماري الكرملي.
- كتاب الورق أو الكاغد صناعته في العصور الإسلامية.
- خزائن الكتب القديمة في العراق منذ أقدم العصور حتى سنة 1000 هجرية.
- المخطوطات العربية في دور الكتب الأمريكية.
- جولة في دور الكتب الأمريكية.
- بلدان الخلافة الشرقية.
- مكتبة الإسكندرية.
- مكتبة المتحف العراقي في ماضيها وحاضرها.
- المخطوطات التأريخية في مكتبة المتحف العراقي.
- معجم المؤلفين العراقيين في القرنين التاسع عشر والعشرين
- جمهرة المراجع البغدادية: فهرست شامل بما كتب عن بغداد منذ تأسيسها حتى الآن (بالاشتراك).
- الأب أنستاس ماري الكرملي ؛ حياته ومؤلفاته (1866 - 1947).
- ماضي الأكراد وحاضرهم في المصادر العربية القديمة والحديثة.
- أشتات لغوية.
- سيبويه إمام النحاة في آثار الدارسين خلال اثني عشر قرنا.
- أقدم المخطوطات العربية في مكتبات العالم.
- المباحث السريانية في المجلات العربية.
- المباحث اللغوية في مؤلفات العراقيين المحدثين.
- مصادر التراث العسكرية عند العرب.
- مصادر النباتات الطبية عند العرب.
- الطفولة والأطفال في المصادر العربية القديمة والحديثة.
- مؤلفات ابن عساكر.
- الاصطرلاب وما ألف فيه من كتب ورسائل في العصور الإسلامية.
- المراجع عن البحرين.
- المراجع عن النقيبات الأثرية في العراق 1939-1959 (باللغة الإنجليزية).
- جمهرة المراجع البغدادية (بالاشتراك).
- أبو تمام الطائي: حياته وشعره في المراجع العربية والأجنبية (بالاشتراك مع ميخائيل عواد).
- الخليل بن أحمد الفراهيدي: حياته وآثاره في المراجع العربية والأجنبية (بالاشتراك مع ميخائيل عواد).
- رائد الدراسة عن المتنبي (بالاشتراك مع ميخائيل عواد).
- كتاب الديارات للشابشتي (تحقيق).
- التفاحة في النحو للنحاس (تحقيق).
- تاريخ واسط للواسطي (تحقيق).
- المساعد للكرملي (تحقيق بالاشتراك).
- مقامة في قواعد بغداد في الدولة العباسية للكازروني (تحقيق بالاشتراك).[4]
- الذخائر الشرقية.[3]

### ترجمات
- دليل خرائب بابل وبورسيبا، تأليف يوليوس يوردان. 1937.
- العراق في القرن السابع عشر كما رآه الرحالة الفرنسي تافرنييه (ترجمة بالاشتراك). 1944.
- بلدان الخلافة الشرقية، تأليف لي لسترنج (ترجمة بالاشتراك). 1954.[5]

## روابط خارجية
- كوركيس عواد على موقع أرشيف الشارخ